# Jason Stanley
Jason Stanley (Syracuse, 12 de octubre de 1969)  es un filósofo canadiense y profesor de filosofía de la Universidad de Yale, conocido por sus contribuciones a la filosofía del lenguaje y la epistemología, frecuentemente basado en su conocimiento de otros campos como la lingüística y la ciencia cognitiva, a través de lo cual aborda cuestiones de filosofía política como hizo, particularmente, en su libro How Propaganda Works (2015).

## Biografía
Jason Stanley creció en el norte del estado de Nueva York. Sus dos padres emigraron a los Estados Unidos desde Europa, su padre lo hizo desde Alemania en 1939, y su madre desde Polonia. Stanley cita su herencia judía como la base de sus escritos sobre el fascismo: «Para mí, mi judaísmo significa la obligación de prestar atención a la igualdad y los derechos de los grupos minoritarios».

## Carrera
Después de recibir su doctorado, Stanley aceptó un puesto en el University College de Oxford, Reino Unido como docente remunerado. Luego regresó a Nueva York, donde enseñó para la Universidad de Cornell hasta 2000. Fue nombrado profesor asociado de filosofía en la Universidad de Míchigan, y en 2004 se trasladó al departamento de filosofía de la Universidad de Rutgers, donde enseñó hasta 2013. En marzo de 2013 aceptó una cátedra en la Universidad de Yale. Actualmente es «profesor de filosofía Jacob Urowsky» de Yale.
Es autor de libros como Knowledge and Practical Interests (2005), Language in Context: Selected Essays (2007), How Propaganda Works (2015), y How Fascism Works (2018).  Ha escrito un blog de filosofía llamado «The Stone» publicado en The New York Times.
En su obra How Fascism Works, editada en español por la editorial Blackie Books y traducida con el título Facha: cómo funciona el fascismo y cómo ha entrado en tu vida), sostiene que el antiintelectualismo, el victimismo y la imposición de valores patriarcales son los elementos comunes de la ideología de ultraderecha que brota hoy en distintos países.

## Premios
Su libro Knowledge and Practical Interests ganó el premio editorial de la American Philosophical Association en 2007.
En 2016, Stanley ganó un premio «PROSE» de filosofía por su libro How Propaganda Works.

## Publicaciones
- Stanley, Jason (2005). Knowledge and Practical Interests. Oxford, Reino Unido: Oxford University Press. ISBN 978-0-19-922592-7.[23]
- Stanley, Jason (2007). Language in Context: Selected Essays. Oxford, Reino Unido: Oxford University Press. ISBN 978-0-19-923043-3.[24]
- Stanley, Jason (2011). Know How. Oxford, Reino Unido: Oxford University Press. ISBN 9780199695362.[25]
- Stanley, Jason (2015). How Propaganda Works. Princeton, Nueva Jersey: Princeton University Press. ISBN 9780691164427.[26]
- Stanley, Jason (2018). How Fascism Works: The Politics of Us and Them. Londres, Reino Unido: Penguin Books. ISBN 9780525511830.[27] (Edición en español: Facha: cómo funciona el fascismo y cómo ha entrado en tu vida. Barcelona, Blackie Books, 2019. ISBN 978-84-17552-25-1.).[28]